# Haplinis subclathrata
Haplinis subclathrata is een spinnensoort in de taxonomische indeling van de hangmatspinnen (Linyphiidae).
Het dier behoort tot het geslacht Haplinis. De wetenschappelijke naam van de soort werd voor het eerst geldig gepubliceerd in 1894 door Eugène Simon.